# كالفين ويلارد جيلفيلان
كالفين ويلارد جيلفيلان (بالإنجليزية: Calvin Willard Gilfillan)‏ هو محامي وسياسي أمريكي، ولد في 20 فبراير 1832 في الولايات المتحدة، وتوفي في 2 ديسمبر 1901 في فرانكلين في الولايات المتحدة. حزبياً، نشط في الحزب الجمهوري. وقد انتخب عضو مجلس نواب بنسيلفانيا وانتخب عضو مجلس النواب الأمريكي.